# Castanheira do Ribatejo e Cachoeiras
Castanheira do Ribatejo e Cachoeiras (oficialmente: União das Freguesias de Castanheira do Ribatejo e Cachoeiras) é uma freguesia portuguesa do município de Vila Franca de Xira, com 26,78 km² de área e 7954 habitantes (censo de 2021). A sua densidade populacional é 297 hab./km².

## História
Foi criada aquando da reorganização administrativa de 2012/2013, resultando da agregação das antigas freguesias de Castanheira do Ribatejo e Cachoeiras.

## Demografia
A população registada nos censos foi:
| Distribuição da População por Grupos Etários | Distribuição da População por Grupos Etários | Distribuição da População por Grupos Etários | Distribuição da População por Grupos Etários | Distribuição da População por Grupos Etários | Distribuição da População por Grupos Etários |
| -------------------------------------------- | -------------------------------------------- | -------------------------------------------- | -------------------------------------------- | -------------------------------------------- | -------------------------------------------- |
| Antes da agregação                           |                                              |                                              |                                              |                                              |                                              |
| Ano                                          | 0-14 anos                                    | 15-24 anos                                   | 25-64 anos                                   | >= 65 anos                                   | Total                                        |
| 2001                                         | 1284                                         | 1162                                         | 4550                                         | 1031                                         | 8027                                         |
| 2011                                         | 1396                                         | 864                                          | 4763                                         | 1243                                         | 8266                                         |
| Após a agregação                             |                                              |                                              |                                              |                                              |                                              |
| Ano                                          | 0-14 anos                                    | 15-24 anos                                   | 25-64 anos                                   | >= 65 anos                                   | Total                                        |
| 2021                                         | 1099                                         | 941                                          | 4339                                         | 1575                                         | 7954                                         |

## Património
- Igreja Paroquial de Cachoeiras
- Villa romana do Casal da Boiça (inscrita no plano director municipal)
- Ponte romana sobre a Ribeira
- Canais de Irrigação
- Igreja Matriz de Castanheira do Ribatejo ou Igreja de São Bartolomeu
- Fonte de Santa Catarina
- Marco da VI Légua (datado de 1788)
- Estação Arqueológica de Época Romana Republicana de Monte dos Castelinhos
- Quinta da marquesa
- Ermida da N. Sra. da Barroquinha
- Ermida de N. Sra. do Tojo
- Ermida de S. Sebastião
- Ermida de S. João Baptista
- Fonte de Santa Catarina
- Chafariz
- Capela de S. João
- Casa de S. José
- Cruzeiro
- Chafariz do adro
- Capela das quintas
- Monumento às vítimas da cheia
- Arco de conduta de água